# Девід Венейбл
Девід «Дейв» Венейбл (англ. David Venable; нар. 11 січня 1978) — колишній офіцер розвідки Агентства національної безпеки США, нинішній спеціаліст з питань кібербезпеки та бізнесмен. Він є автором та доповідачем на теми кібербезпеки, кібервійни та міжнародної безпеки; розробив протоколи Інтернету, пов'язані з безпекою; є власником патенту США; і був названий одним з найвпливовіших людей у сфері безпеки.

## Біографія
Венейбл народився і виріс у Літтл -Року, штат Арканзас, а згодом навчався в університеті Арканзасу за спеціальністю математика. Після закінчення коледжу він вступив до ВПС США і вивчав корейську мову в Інституті в Монтереї, штат Каліфорнія: навчальному та науково-дослідному закладі Департаменту оборони США, який надає лінгвістичні та культурні інструктажі Міністерству оборони США та іншим федеральним відомствам. Венебл також здобув вищу освіту з математики в Техаському університеті та здобув спеціальність з міжнародних відносин у Гарвардському університеті.

### Кар'єра
До 2005 року Венейбл працював на декількох ролях у розвідці в Агентстві національної безпеки, включаючи експлуатацію комп'ютерних мереж, кібервійну, інформаційні операції та розвідку цифрових мереж, що підтримували глобальні антитерористичні операції. Він також викладав ці предмети, виконуючи обов'язки помічника на факультеті в Національній криптологічній школі, школі в складі Агентства національної безпеки, яка забезпечує навчання членів розвідувальної спільноти США.
Після звільнення з федеральної служби Венейбл заснував і займав посаду генерального директора Vanda Security, консультації з безпеки в Далласі, яка в кінцевому підсумку стала практикою служб безпеки Masergy Communications, де Венейбл в даний час займає посаду віце-президента з кібербезпеки. Він регулярно виступає на галузевих та урядових конференціях, включаючи брифінги Black Hat та Варшавський форум безпеки, є експертом з кібербезпеки з аналітичними центрами та науково -дослідними інститутами, працює у Колонії, Техас, та є експертом із кібербезпеки Державного департаменту США.

## Публікації
Венейбел часто з'являється у таких виданнях як Forbes, BBC, Harvard Business Review, Bloomberg Businessweek, InformationWeek, IDG Connect та інші засоби масової інформації з питань, що стосуються кібербезпеки, кібервійни та міжнародної безпеки.